# Варваровка (Медынский район)
Варваровка— деревня в Медынском районе Калужской области Российской Федерации. Административный центр сельского поселения «деревня Варваровка».

## Физико-географическое положение
Рядом — деревни Мансурово и Кочубеевка.

## Этимология
Название деревни произошло от имени Варвара.

## Население
| 2002 | 2010 |
| ---- | ---- |
| 240  | ↘206 |

## История
В 1860 году в Варваровке и Синявиной произошли крестьянские восстания вызванные притеснением и жестоким обращением помещика. Для подавления крестьян привлекались воинская команда и отделение Медынского земского суда, уездный предводитель дворянства и губернский стряпчий. Для разбирательства на место выезжал калужский гражданский губернатор В.А. Арцимович. Выяснилось, что волнения связаны, прежде всего, со смешанным хозяйственным порядком, состоящем в платеже оброка и в исполнении барщинной повинности, что, как отмечал Арцимович, было характерно для Медынского уезда. В результате 14 человек, наиболее активных подвергли наказанию розгами. При начале наказания весь народ, став на колени и крестясь, начал добровольно готовиться к тому же наказанию, раздеваясь и приговаривая: «Спаситель терпел за правду еще более». 11 человек были арестованы и препровождены в Медынь.
Ночью 7 января 1942 года фашисты расстреляли жителей и сожгли деревню при отступлении.
в мае 1975 года в Варваровке открыт памятник жертвам фашизма

## Уроженцы
- Иван Михайлович Платов — советский военачальник, генерал-майор[5][6]
- Анато́лий Алексе́евич Е́лдышев — герой Советского Союза